# سرديان بافلوف
سرديان بافلوف (28 يناير 1984 في صربيا - ) هو لاعب كرة قدم صربي في مركز الهجوم. لعب مع شتورم غراتس و وFK Rudar Kostolac ‏ وFC Blau-Weiß Linz ‏ وKapfenberger SV ‏ وبوراتس تشاتشاك ‏ ونادي ليوبن ‏ وFK Sloga Petrovac na Mlavi ‏.

## وصلات خارجية
- سرديان بافلوف على موقع قاعدة بيانات كرة القدم.إي يو (الإنجليزية)
- سرديان بافلوف على موقع Soccerway.com (الإنجليزية)
- سرديان بافلوف على موقع عالم كرة القدم.نت (الإنجليزية)